# 伊朗丽鲷属
伊朗麗鯛屬，是條鰭魚綱䲁形目麗魚科下的一個屬。

## 分類
本屬屬於褶唇麗魚亞科，目前被認可的種如下：
- 霍爾木茲伊朗麗鯛 Iranocichla hormuzensis
- Iranocichla persa Esmaeili, Sayyadzadeh & Seehausen, 2016[4]